# Província de Como
La província de Como  és una província que forma part de la regió de Llombardia dins Itàlia. La seva capital és Como.
Limita al nord i a l'oest amb Suïssa (cantó de Ticino i els Grisons), a l'est amb la província de Sondrio i la província de Lecco, al sud amb la província de Monza i Brianza i a l'oest amb la província de Varese.
Té un enclavament dins de Suïssa, amb el municipi de Campione d'Itàlia.
Té una àrea de 1.546,29 km², i una població total de 599.567 hab. (2016). Hi ha 154 municipis a la província.